# Robert Spielvogel
Robert „Bert“ Spielvogel (* 3. Dezember 1911 in Nampa, Idaho, USA; † 12. Juni 2013 in Meridian (Idaho), USA) war ein US-amerikanischer avantgardistischer Kameramann, Filmregisseur und Dokumentarfilmer.

## Werk
Spielvogel drehte zahlreiche Dokumentarfilme als Kameramann und Autor. Besonders bekannt ist zum Beispiel seine Dokumentation über UFOs von 1956 (Unidentified Flying Objects: The True Story of Flying Saucers) und Filme für die US-amerikanische Verkehrserziehung, die bis heute zu den Klassikern des Genre gehören. Unter anderem drehte er Dokumentarfilme über aktuelle Kunst, zusammen mit der US-amerikanischen Kunsthändlerin, Galeristin und Schauspielerin Holly Solomon (1934–2002).
Bert Spielvogel war, zusammen mit Holly Solomon, mit dem Film «98.5» Teilnehmer der Documenta 5 in Kassel im Jahr 1972 in der Abteilung Individuelle Mythologien: Film.

## Filmografie
Kamera:
- 1956: Warning Red (Kurzfilm)
- 1956: Unidentified Flying Objects: The True Story of Flying Saucers (Dokumentarfilm)
- 1959: Last Clear Chance (Dokumentarfilm, Kurzfilm)
- 1961: Dead to the World
- 1964: Horizon (TV Dokumentarserie)
- 1964: Strangeness Minus Three
- 1965: Motortrip Across Country
- 1970: Dirtymouth
- 1972: Elvis On Tour (Dokumentarfilm)
- 1972: 98.5 (Dokumentarfilm)

Buch/Regie:
- 1957: The Relaxed Wife (Kurzfilm)
- 1957: In the Suburbs (Kurzfilm)